# Pseudodiastylis delamarei
Pseudodiastylis delamarei is een zeekommasoort uit de familie van de Lampropidae. De wetenschappelijke naam van de soort is voor het eerst geldig gepubliceerd in 1975 door Reyss.